# Голова-утиль
«Голова-утиль» (англ. Junk Head) — японский кукольный научно-фантастический анимационный фильм, созданный режиссёром-дебютантом Такахидэ Хори по собственному сценарию. Производство фильма началось в 2009 году и заняло несколько лет. Получасовой короткометражный фильм «Junk Head 1» был выпущен в 2013 году, премьера полнометражной версии состоялась в 2017 году на международном кинофестивале Фантазия. В 2021 году фильм вышел в кинопрокате в Японии.
Продолжением фильма стал «Мир утиля» (англ. Junk World), вышедший в июне 2025 года.

## Создание
Такахидэ Хори по профессии является дизайнером интерьеров. Он решил создать собственный анимационный фильм, когда ему было уже около сорока лет. Всю работу по фильму он проделал сам, в том числе написание сценария, создание кукол и декораций, съёмки, написание музыки и озвучание персонажей. Работа над фильмом в общей сложности заняла семь лет. Фильм состоит из примерно 140 тысяч кадров.
Хотя изначально Хори предполагал снять десять частей цикла (начатого короткометражкой «Junk Head 1»), в итоге он остановился на идее трилогии, первой частью которой стал фильм 2017 года.

## Сюжет
Действие происходит в далёком будущем, когда люди в результате успехов генной инженерии приблизились к бессмертию, но при этом утратили способность размножаться. В качестве трудовой силы они создали андроидов-«мариганов», которые работали в многоуровневом подземном мире. События фильма разворачиваются спустя 1600 лет после восстания мариганов.
Люди решают организовать миссию по отправке на глубинные уровни добровольца, который будет исследовать эволюцию мариганов. Кроме того, камеры видеонаблюдения зафиксировали существо с первичными половыми признаками, которое надлежит изучить, поскольку это также может помочь решить проблему фертильности людей. Добровольца по имени Партон в специальном костюме отправляют вниз, однако в полёте группа охотников на одном из уровней стреляет в него, из-за чего героя разрывает на части. Его оторвавшаяся голова в шлеме оказывается на уровне, где проживает группа низкорослых мариганов в чёрных обтягивающих костюмах. Найдя голову, они относят её к маригану-«доктору», который обследует её и говорит, что эта голова принадлежит человеку, то есть своего рода богу, создавшему мариганов. «Доктор» помещает голову Партона в новую оболочку и прикрепляет к телу, придавая ему вид белого робота, похожего на ребёнка. Вместе с тремя мариганами в чёрном герой начинает странствовать по лабиринтам нижних уровней, встречаясь с различными его жителями, в том числе опасными монстрами. В какой-то момент Партон, увидев то самое существо, изучать которое его отправили, вспоминает о своей миссии. Убежав от спутников, он натыкается на двух монстров, а затем подвергается нападению червей, живущих в стенах. Черви разрывают его, но выплёвывают по частям. Мариган с первичными половыми признаками проходя мимо его головы, облизывает её, сталкивает и его голова падает ещё дальше вниз.
На очередном уровне голову находит другое сообщество, состоящее из высоких мариганов, которые полностью меняют тело героя, собирая его из обломков железа и превращая в жёлтого робота-помощника. Он теряет не только память, но и способность говорить. Партон претерпевает множество приключений, пока в окрестностях деревни не обнаруживается огромный монстр. Сообщество, в котором живёт герой, приглашает для борьбы с монстром специалистов с другого уровня, которыми оказываются три уже знакомых герою маригана в чёрном. Они находят туловище белого робота и узнают Партона, рассказывая высоким существам о том, что на самом деле это бог из верхнего мира. Партона переделывают, возвращая ему облик похожего на ребёнка белого робота. К нему возвращается память, и он рассказывает о своей миссии. Один из высоких мариганов вспоминает, что встречаются особые существа, которых называют «древами жизни», на их ветвях, словно плоды, вырастают мариганы. Герой решает найти такое древо. С тремя товарищами в чёрном он отправляется в путь, по дороге вступая в схватку с монстром (в этой сцене мариганы в чёрном впервые называют друг друга по именам: Александр, Фрэнсис и Джулиан). Двое из спутников погибают, но монстра удаётся уничтожить. В схватке Партона разрывает пополам. Оставшейся в живых мариган Александр уходит к «доктору», а Партона несут дальше на руках два других существа, с которыми он успел подружиться: мариган-девочка Нико в оранжевом пальто с капюшоном и её товарищ, высокий мариган со щупальцами. Им предстоят поиски «древа жизни».

## Награды
- 2017 — Международный кинофестиваль Фантазия[англ.] — лучший анимационный фильм[5]
- 2017 — Fantastic Festival — лучший режиссёр фильма «новой волны»[5]
- 2021 — Фестиваль европейского фантастического кино в Страсбурге — «Золотой Аист» (Golden Stork) в конкурсе анимационных фильмов[6]

## Отзывы
На сайте Rotten Tomatoes фильм имеет общую оценку 100 % «свежести» на основе 16 рецензий.
Гильермо дель Торо в 2021 году оставил в Твиттере хвалебный отзыв о фильме, написав: «Безумная и блестящая работа человека-оркестра! Необыкновенная воля и воображение» (англ. A one-man band work of deranged brilliance! Monumental will and imagination at work).
В аннотации Нью-Йоркского кинофестиваля азиатских фильмов отмечалось, что «Голова-утиль» может вызвать ассоциации с работами братьев Квей, Яна Шванкмайера, Терри Гиллиама, Эдварда Гори, а также с «Историей игрушек» и даже «Властелином колец», однако является при этом совершенно уникальным (англ. uniquely singular).